# 紀利貞
紀 利貞（き の としさだ）は、平安時代前期の貴族・歌人。甲斐守・紀貞守の子。官位は従五位下・阿波介。

## 経歴
清和朝の貞観17年（875年）少内記に任ぜられ、陽成朝の元慶3年（879年）従五位下・大内記に叙任される。元慶4年（880年）弾正少弼に遷り、翌元慶5年（881年）阿波介として地方官に転じるが、同年中に卒去。
勅撰歌人として、『古今和歌集』に4首が入集している。

## 官歴
注記のないものは『古今和歌集目録』による。
- 貞観17年（875年） 正月13日：少内記
- 元慶3年（879年） 正月11日：大内記。11月25日：従五位下[1]
- 元慶4年（880年） 5月13日：弾正少弼
- 元慶5年（881年） 2月15日：阿波介。日付不詳：卒去